# Tienczizaur
Tienczizaur (Tianchisaurus) – rodzaj niewielkiego, prymitywnego ankylozauryda żyjącego w środkowej jurze na terenach współczesnych Chin.
Skamieniałości tienczizaura odkryli w 1974 roku studenci Uniwersytetu Xinjiang. Dwa lata później przesłano go do Instytutu Paleontologii Kręgowców i Paleoantropologii w celu identyfikacji. Na ich podstawie Dong Zhiming ustanowił w 1993 roku gatunek Tianchisaurus nedegoapeferima. Jego nazwa odnosi się do jeziora Tianchi („Niebiańskiego Stawu”) w Tienszanie, w pobliżu którego odkryto skamieniałości, natomiast epitet gatunkowy pochodzi od pierwszych liter nazwisk aktorów występujących w filmie Park Jurajski. Są to kolejno Sam Neill, Laura Dern, Jeff Goldblum, Richard Attenborough, Bob Peck, Martin Ferraro, Ariana Richards i Joe Mazello.
Holotyp (IVPP V 10614) obejmuje fragmenty czaszki, pięć kręgów szyjnych, sześć tułowiowych, siedem krzyżowych i trzy ogonowe, kilka fragmentów kości kończyn, elementy pancerza i niezidentyfikowane szczątki. Skamieniałości pochodzą ze środkowojurajskich osadów formacji Toutunhe w powiecie Fukang, w regionie Sinciang. Tianchisaurus jest pierwszym ankylozaurem znanym ze środkowej jury centralnej Azji. Dong uważał go za dosyć prymitywnego ankylozaura, jednak obecność kostnej buławy na ogonie wskazuje na jego przynależność do Ankylosauridae. Tienczizaur osiągał niewielkie rozmiary, szacowane przez Donga na około 3 m długości.